# Кэмпбелл, Нил
Нил Кэмпбелл (англ. Neil Campbell; 1776—1827) — британский офицер, участник Наполеоновских войн, генерал.

## Биография
Родился в 1776 году.
В британскую армию вступил в 1797 году. Звание лейтенанта получил в 1799 году, майора — в 1805 году.
C 1798 по 1800 год находился в Вест-Индии. В подполковники был произведен в 1808 году.
После этого вернулся в Англию и в 1810—1811 годах был откомандирован в звании полковника в португальскую пехоту, где находился до 1813 года. В том же году Кэмпбелл был послан в качестве британского военного атташе сопровождать российскую армию в её походе против Наполеона. В числе иностранных комиссаров был в 1814 году при отправке Наполеона на Эльбу. В 1815 году участвовал в битве при Ватерлоо.
В 1825 году Нил Кэмпбелл был произведен в генерал-майоры и в 1826 году нёс службу в качестве губернатора Сьерра-Леоне.
Умер в 1827 году от жёлтой лихорадки.

## Награды
- Награждён российским орденом Св. Георгия 4-й степени (№ 2844; 26 февраля 1814)[1].
- Также награждён другими орденами Великобритании.